# Mistrzostwa Azji we Wspinaczce Sportowej 2003
Mistrzostwa Azji we Wspinaczce Sportowej 2003 – 12. edycja Mistrzostw Azji we wspinaczce sportowej, która odbyła się w dniach 23-24 sierpnia 2003 w Chinach w Pekinie.
Podczas zawodów wspinaczkowych zawodnicy i zawodniczki rywalizowali w 4 konkurencjach.

## Konkurencje
Mężczyźni
- prowadzenie oraz wspinaczka na czas,

Kobiety
- prowadzenie oraz wspinaczka na czas.

## Uczestnicy
Zawodnicy i zawodniczki podczas zawodów wspinaczkowych w 2003 roku rywalizowali w 4 konkurencjach. Łącznie do mistrzostw Azji zgłoszonych zostało 97 wspinaczy (każdy zawodnik miał prawo startować w każdej konkurencji o ile do niej został zgłoszony i zaakceptowany przez IFCS i organizatora zawodów). W klasyfikacji medalowej  mistrzostw Azji zwyciężyli Koreańczycy; zdobywając 2 złote medale.
| Lp.   |           | ↓ Uczestnicy – konkurencje → |    | prowadzenie | wsp. na czas |
| ----- | --------- | ---------------------------- | -- | ----------- | ------------ |
| 1.    | Mężczyźni | 37                           | 18 |             |              |
| 2.    | Kobiety   | 28                           | 14 |             |              |
| Razem | Razem     | Razem                        | 65 | 32          |              |

## Medaliści
| Konkurencja  | Złoto                             | Srebro                   | Brąz                     |
| ------------ | --------------------------------- | ------------------------ | ------------------------ |
| Mężczyźni    |                                   |                          |                          |
| prowadzenie. | Korea Południowa · Kim Ja-ha      | Chiny · Cao Rongwu       | Chiny · Liu Changzhong   |
| wsp. na czas | Hongkong · Lai Chi Wai            | Chiny · Chen Xiaojie     | Chiny · Ma Hetai         |
| Kobiety      |                                   |                          |                          |
| prowadzenie  | Korea Południowa · Go Mi-sun      | Japonia · Rie Kimura     | Chiny · Huang Liping     |
| wsp. na czas | Indonezja · Agung Etti Hendrawati | Indonezja · Evi Neliwati | Indonezja · Yuyun Yuniar |

## Klasyfikacja medalowa
* Gospodarz zawodów został zaznaczony tym kolorem.
|                   |                   |   |   |   |    |  |  |  |  |
| 1                 | Korea Południowa  | 2 | 0 | 0 | 2  |  |  |  |  |
| 2                 | Indonezja         | 1 | 1 | 1 | 3  |  |  |  |  |
| 3                 | Hongkong          | 1 | 0 | 0 | 1  |  |  |  |  |
| 4                 | Chiny *           | 0 | 2 | 3 | 5  |  |  |  |  |
| 5                 | Japonia           | 0 | 1 | 0 | 1  |  |  |  |  |
| Ogółem (5 państw) | Ogółem (5 państw) | 4 | 4 | 4 | 12 |  |  |  |  |

Źródła: